# Prezident Jugoslávie
Prezident Socialistické federativní republiky Jugoslávie byl hlavou státu od 14. ledna 1953 do 4. května 1980. Josip Broz Tito byl jedinou osobou, která zastávala tento úřad. Současně působil také jako předseda Svazu komunistů Jugoslávie. Nakonec byl prohlášen za doživotního prezidenta a s jeho smrtí v roce 1980 byla funkce zrušena a na její místo nastoupil nový úřad prezidenta předsednictví Jugoslávie.
Ústava z roku 1946 definovala vládu Jugoslávie v čele s prezidentem (běžně označovaným jako předseda vlády) jako nejvyšší správní orgán v zemi. Tito byl předsedou vlády po celé období až do přijetí ústavy v roce 1953. Ta prohlásila zemi za socialistickou republiku a odstranila všechny dřívější zmínky o vládě, ministerstvech atd. Místo vlády definovala úřad prezidenta a Federální výkonnou radu (VVR). Prezident měl vykonávat funkci hlavy státu a měl také předsedat FEC, orgánu složenému z 30-40 členů, z nichž někteří měli být vybráni jako federální tajemníci. Dne 14. ledna 1953 se Tito přesunul z pozice předsedy vlády do funkce prezidenta a následně byl znovu zvolen 29. ledna 1954 a 19. dubna 1958.
Ústava z roku 1963 dala Titovi výslovně neomezený počet funkčních období a definovala také novou funkci předsedy Federální výkonné rady, který by stál v čele této instituce namísto prezidenta. Tito mohl nadále svolávat Federální výkonnou radu, zůstal hlavou státu a vrchním velitelem Jugoslávské lidové armády a současně stále vykonával funkci předsedy komunistické strany. V tomto systému byl Federálním shromážděním znovu zvolen v letech 1963 a 1968.
Ústavní dodatky z roku 1971 vytvořily nové kolektivní prezidentství složené ze zástupců republiky, kterému stále předsedal prezident republiky. Ústava z roku 1974 udělila tehdy 82letému Titovi neomezený mandát, čímž se stal doživotním prezidentem. Vytvořila také nový rotační úřad prezidenta republiky, který by vstoupil v platnost v případě Titovy smrti. V takovém případě by ho vystřídal úřadující viceprezident předsednictví. K tomu nakonec došlo 4. května 1980, kdy se prvním prezidentem předsednictví po Titově smrti stal Lazar Koliševski.

## Seznam prezidentů Socialistické federativní republiky Jugoslávie
| Pořadí | Portrét         | Prezident                                     | Nástup         | Odchod           | Délka            | Strana |
| ------ | --------------- | --------------------------------------------- | -------------- | ---------------- | ---------------- | ------ |
| 1      | Josip Broz Tito | Maršál Jugoslávie Josip Broz Tito (1892–1980) | 14. ledna 1953 | 4. května 1980 † | 27 let a 111 dní | SKJ    |